# Aeshna umbrosa
Aeshna umbrosa là loài chuồn chuồn trong họ Aeshnidae. Loài này được Walker mô tả khoa học đầu tiên năm 1908.

## Hình ảnh

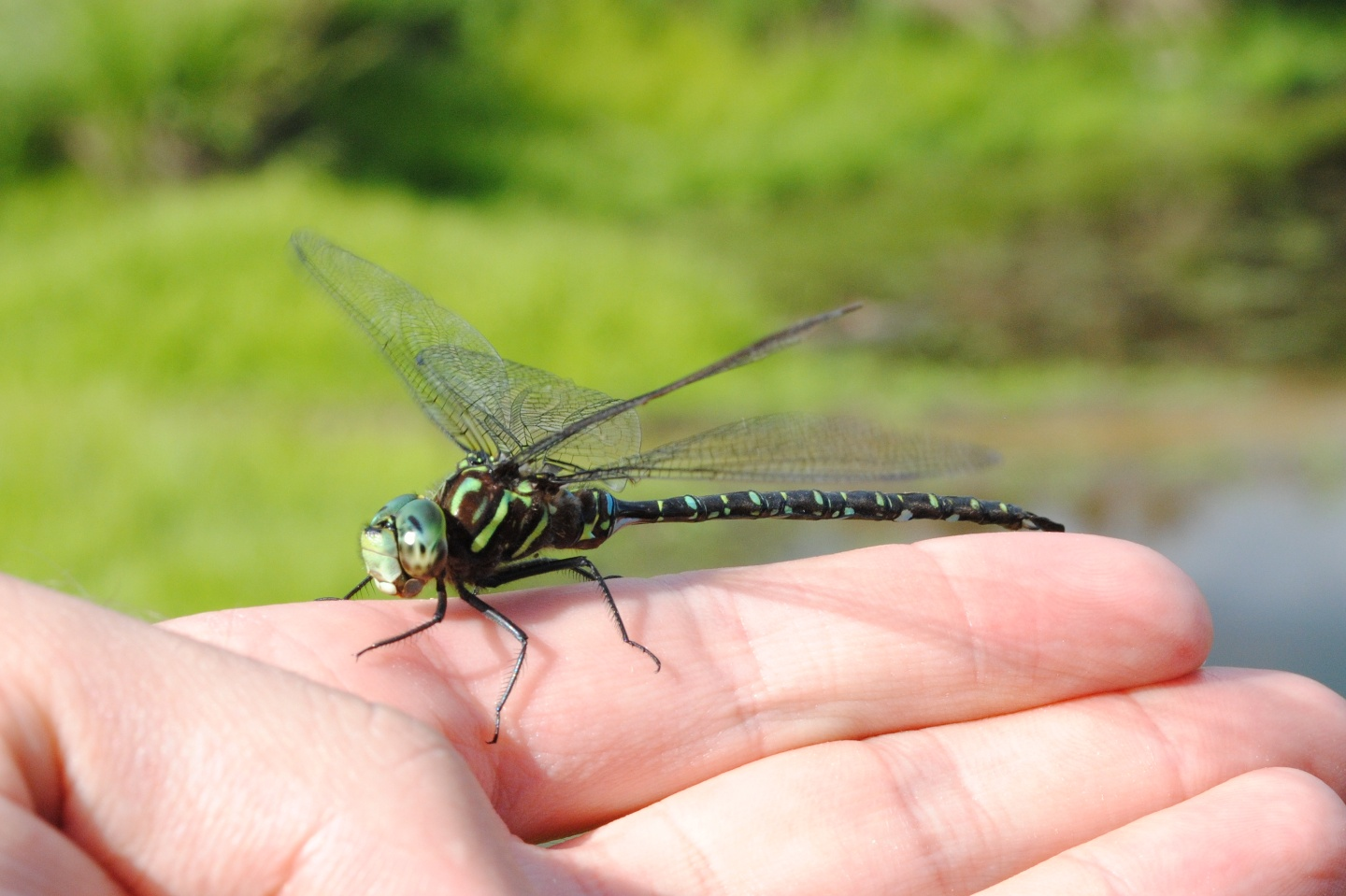